# Zakaria Amrani
Zakaria Amrani (Rotterdam, 29 maart 1991) is een Marokkaans-Nederlands voetballer die voor FC Utrecht speelde.

## Carrière

### Veldvoetbal
Zakaria Amrani speelde in de jeugd van RV & AV Steeds Hooger, Sparta Rotterdam, RKSV Leonidas, Spartaan'20 en FC Utrecht. Van 2010 tot 2012 speelde hij voor Jong FC Utrecht. In die periode speelde hij ook één wedstrijd voor het eerste elftal van FC Utrecht. Dit was op 24 oktober 2010, in de met 1-4 gewonnen uitwedstrijd tegen SBV Vitesse. Hij kwam in de 89e minuut in het veld voor Edouard Duplan. In 2012 vertrok hij naar Willem II, waar hij in Jong Willem II speelde. Hierna speelde hij nog voor de amateurclubs Haaglandia, Magreb '90, RKSV Leonidas, HBSS en RKAVV.

#### Statistieken
| Seizoen                       | Club           | Land           | Competitie       | Competitie | Competitie | Beker | Beker | Totaal | Totaal |
| Seizoen                       | Club           | Land           | Competitie       | Wed.       | Dlp.       | Wed.  | Dlp.  | Wed.   | Dlp.   |
| ----------------------------- | -------------- | -------------- | ---------------- | ---------- | ---------- | ----- | ----- | ------ | ------ |
| 2010/11                       | FC Utrecht     | Nederland      | Eredivisie       | 1          | 0          | 0     | 0     | 1      | 0      |
| 2013/14                       | Haaglandia     | Nederland      | Topklasse Zondag | 22         | 6          | 0     | 0     | 22     | 6      |
| 2015/16                       | Magreb '90     | Nederland      | Topklasse Zondag | 11         | 0          | 0     | 0     | 11     | 0      |
| Carrièretotaal                | Carrièretotaal | Carrièretotaal | Carrièretotaal   | 34         | 6          | 0     | 0     | 34     | 6      |
| Bijgewerkt op 8 augustus 2018 |                |                |                  |            |            |       |       |        |        |

### Zaalvoetbal
Zakaria Amrani speelde voor de zaalvoetbalverenigingen ZVV Den Haag, FC Marlène en Hovocubo. Vanaf het seizoen 2020/2021 is hij actief bij FC Eindhoven Futsal.
Sinds 2014 speelt hij ook voor het Nederlands zaalvoetbalteam.